# Fiat 900T
Il Fiat 900T è un furgone medio-piccolo prodotto dalla FIAT dal 1976 al 1986. Venne commercializzato nel Regno Unito con il nome Fiat Citivan.

## Il contesto
All'inizio degli anni sessanta la FIAT volle sostituire la 600 Multipla, adottando una carrozzeria più armonizzata e ridimensionata nelle forme in favore della capienza, costituendo così il 600T e, dal 1964, l'850T. La produzione venne affidata alla fabbrica OM di Suzzara, specializzata nella produzione di veicoli commerciali medio-grandi. 
Nel novembre del 1976 le due varianti vennero unificate e si trasformarono nel 900T, nome derivante dalla cilindrata del nuovo motore, che mantenne il pianale e le linee dell'850 Familiare ma con un frontale rinnovato e nuovi cerchi (quelli della Fiat 126 dal 1976 con diverso canale).

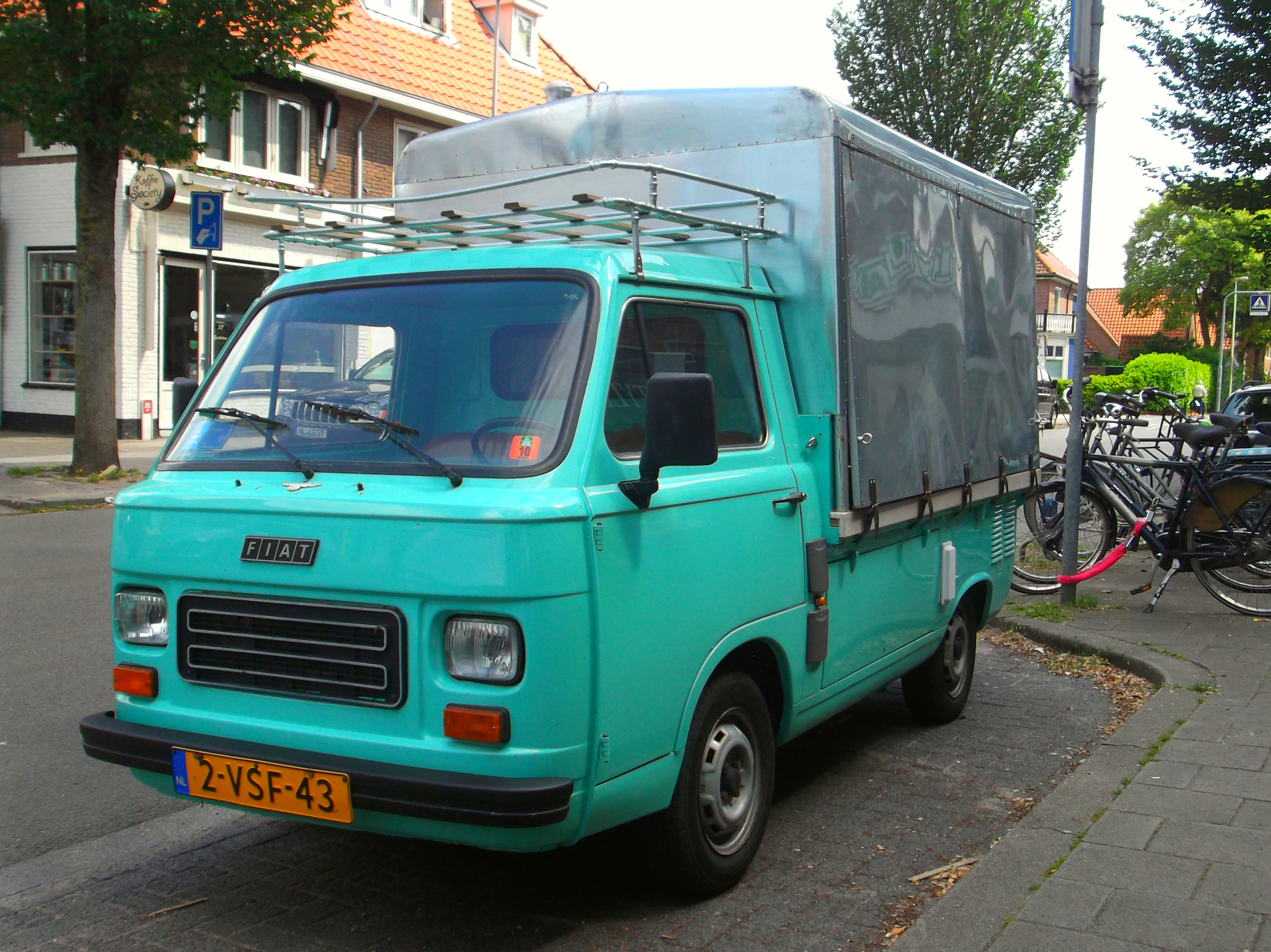
Fiat 900T Coriasco pick-up

Era offerto in undici allestimenti, tra cui la versione pulmino a 7 posti e il furgone a porte scorrevoli, a battente o a tetto rialzato. 
Il gruppo motore-cambio rimase ancora il 100G depotenziato della Fiat 850 Sport Coupé di 903 cm³ da 35 CV, presentando alcune innovazioni come una testata derivata da quella della Fiat 127. Va detto che il motore, derivato dalla serie 100 creato per la Fiat 600, è sinistrorso come sulla Fiat 850, a differenza della stessa 600 e della 127, a causa della diversa disposizione del propulsore.
I freni erano potenziati e l'alternatore sostituiva la dinamo.
Sempre per mano della carrozzeria Coriasco continua la produzione della versione pick-up, già proposta sulle antenate 600T e 850T.
Il prezzo al momento dell'uscita era di £ 3.457.000 e nel dicembre del 1979 era già stato prodotto in 500.000 esemplari.

## La versione Shango

Fiat 900T Shango

Presentato nel settembre del 1977, nei primi mesi del 1978, nel pieno della sua produzione, fu integrata la gamma con una versione camperizzata di nome Shango, che manteneva la carrozzeria del pulmino ma con un tetto rialzato in vetroresina di colore bianco apribile a compasso (incernierato sul lato sinistro) e una opportuna telonatura.
Questa soluzione permetteva di ricavare due posti letto quando fosse stato aperto il tetto (composti da due brande srotolabili dai lati esterni e agganciate al centro del tetto).
Il progetto era identico a quello già intrapreso sul mercato inglese, dove questa versione del 900T si chiamava "Amigo", per poi chiamarsi "Pandora" con l'avvento del 900E.
La selleria era cambiata; davanti rimaneva uguale la seduta e lo schienale era unito e "Double face", poiché la panca centrale (che faceva da ripostiglio) gli era attaccata nel senso di marcia contrario.
La panca posteriore era avanzata, lasciando spazio a un mobiletto in truciolato nascosto dalle spalliere (formate da semplici cuscini) e a un cucinino con lavandino.
Per questo aveva un serbatoio per l'acqua sotto al pianale con capacità di 30 litri.
Il colore della carrozzeria era solo il giallo ocra.
Negli anni settanta lo "Shango" era il più piccolo camper sul mercato (affiancato ai Fiat 238 Andal e Fiat 242 Kavir, sempre dello stesso colore) ma il prezzo su strada elevato (£ 6.435.000) e la ridotta abitabilità ne decretarono l'insuccesso.

## Il 900T elettrico
Nell'ottobre 1979, la Fiat presentò una versione elettrica della 900T. Fu sviluppata in collaborazione con ENEL e aveva una capacità della batteria di 135 Ah. Le batterie erano posizionate sotto il pavimento, tra gli assi, e potevano essere estratte facilmente per la ricarica. Con il suo motore da 14 kW, la 900T elettrica poteva raggiungere una velocità massima di 60 km/h. In uso urbano, l'autonomia era di 55 km, a una velocità costante di 50 km/h l'autonomia sarebbe stata di 80 km. Il volume di carico era lo stesso della versione endotermica, ma ora il pavimento del vano di carico era completamente piatto. Il peso complessivo del furgone elettrico era di 1857 kg a pieno carico. Un anno dopo, venne presentata una versione migliorata, tra l'altro con un'unità di ricarica a bordo.

## Il 900E
Nel 1980 uscì la versione perfezionata, il 900E, proposto in versione furgone trasporto merci, trasporto promiscuo, panorama e pulmino.
Le differenze si trovavano nei nuovi cerchi (quelli della Fiat 128 dal 1976), nei paraurti più spessi e soltanto di colore nero, nei nuovi gruppi ottici posteriori rettangolari (derivati da Fiat 238 e 242), nell'introduzione dei freni a disco sulle ruote anteriori e nell'introduzione di un serbatoio lavavetri con elettropompa che decretava lo spostamento della ruota di scorta sotto il pianale dietro al guidatore (e non più davanti al passeggero anteriore). Vennero anche aggiornati il quadro strumenti e il devioguida, mutuati dalla Fiat 127 seconda serie. Ora Il prezzo era di £ 6.750.000.
Uscì di produzione nel 1986 e fu sostituito dapprima da una versione a passo corto del Fiat Ducato, il Fiat Talento; ma il suo diretto successore, il Fiat Scudo, arrivò solo nel 1995.